# ナタリー・ガルビス
ナタリー・ガルビス（Natalie Gulbis,1983年1月7日 - ）は、アメリカ・カリフォルニア州出身の女子ゴルファーである。

## 略歴

### アマチュア時代
18歳で、ガレッジゴルフ選手権でNCAAランキングでも2位に入る。　

### プロ転向後
2001年にプロ転向後、ビジュアル面の人気にゴルフ成績が追いつかないシーズンが続き、2005年は優勝は無かったものの、常に上位に食い込み、賞金ランク6位に入る。翌年2006年の「コーニングクラシック」では、通算18アンダーで金美賢とのプレーオフで惜しくも敗れたものの、2007年「エビアンマスターズ」で悲願の初優勝を果たした。